# إياد الريماوي
إياد الريماوي (22 كانون الثاني 1973)؛ مؤلف موسيقي وملحن وكاتب أغاني سوري. اشتهر بتأليف الموسيقى التصويرية للعديد من المسلسلات التلفزيونية مثل الندم والعراب.

## عنه
ولد إياد في 1973، ونشأ في العاصمة السورية دمشق، والده هو الشاعر محمد الريماوي المنحدر من بلدة بيت ريما الواقعة في محافظة رام الله والبيرة، الذي هاجر قبل سنة 1967 إلى سوريا. درس الهندسة الميكانيكية في جامعة دمشق. بدأ بالعزف على آلة الغيتار في عمر الثانية عشرة، وفي الرابعة عشرة من عمره بدأ تأليف أغانيه وألحانه الخاصة وخلال دراسته الجامعية أنشأ عدة فرق موسيقية بأنماط موسيقية متنوعة مثل الموسيقى الشعبية والبوب والروك والموسيقى الشرقية.

## فرقة كلنا سوا
في عام 1995 أسس مع مجموعة من أصدقائه الفرقة السورية الشهيرة «كلنا سوا» التي أصدرت أول ألبوماتها بعنوان «سفينة نوح» عام 1998 تبعه ألبوم «شي جديد» عام 1999 وألبوم «موزاييك» عام 2004 وأخيراً ألبوم «إذاعة كلنا سوا» الذي صدر عام 2008، وبصفته المؤلف والملحن والموزع الرئيسي للفرقة قام بتأليف معظم أغاني الفرقة التي لاقت نجاحاً واسعاً في سوريا والعالم العربي مثل: سفينة نوح- كلما بشتقلك- لاتتغير- ياحلوة - إذاعة كلنا سوا - يوم اللي تغير العالم- شباكك مطفي- وصلو العسكر- قدسيا. كما قام بإعادة توزيع العديد من الأغاني التراثية مثل: وين ع رام الله - نزلن على البستان - عالمايا.
قدم مع الفرقة عروضاً في العديد من دول العالم منها الحفل الذي أقامته في مقر الأمم المتحدة بـ نيويورك عام 2005 كأول عرض فني سوري يقدم في مسرح حيث فازت الفرقة بجائزة السلام من الأمم المتحدة في عام 2005 وتم تكريم الفرقة بحضور سفراء من دول العالم.

## أستوديو الريماوي
في عام 2001، أسس الريماوي استوديو التسجيل الخاص به حيث قام بتأليف وإنتاج الموسيقى التصويرية للعديد من المسلسلات التلفزيونية السورية والعربية. في عام 2012، وقع الريماوي مع شركة Sony Music Middle East عقد تسجيل مع موسيقى سوني كأول فنان عربي. في نفس العام أصدر ألبومه الأول حكايات من دمشق، وهو عبارة عن مجموعة من الأغاني المختارة، واحتل الألبوم المرتبة الثانية في فيرجن ميغاستورز الشرق الأوسط. في عام 2016، أصدر الريماوي ألبومه الثاني صمت في سوريا، الذي احتل المرتبة الأولى في فيرجن ميغاستورز الشرق الأوسط لمدة 3 أشهر. في عام 2018، أصدر ألبومه الثالث دمشق الآن، الذي تم إنتاجه في وقت والحرب في سوريا حيث أبدى تأثره بوقائع الحرب في موسيقاه.

## جولاته الموسيقية
بدأت رحلاته خارج سوريا في عام 2004 مع فرقته كلنا سوا. وذلك بمشاركته في جولة الصداقة الموسيقية في مقاطعة الأمير جورج، في ماريلاند في الولايات المتحدة الأمريكية.
في عام 2017، قام الريماوي بجولة في ثلاث مدن سورية كبرى وهي دمشق وحلب واللاذقية. في عام 2018، كان أول موسيقي عربي يقدم لوحاته الموسيقية في قاعة أرينا في مركز التجارة العالمي في دبي، وهو أكبر قاعة مناسبات مغلقة في الشرق الأوسط. كان عنوان الحفل «رسائل حب من دمشق 2018».

## أعماله

### الموسيقى التصويرية
له في مجال الموسيقى التصويرية أعمال عديدة، منها:
| - 2003: سيف بن ذي يزن - 2006: مرايا - 2007: جرن الشاويش - 2009: مطلوب رجال - 2010: بعد السقوط - 2011: الغفران - 2012: هوامير الصحراء - 2013: لعبة الموت - 2013: صمت البوح | - 2014: لو - 2014: ضبوا الشناتي - 2014: قلم حمرة - 2015: العراب - نادي الشرق - 2015: تشيلو - 2015: 24 قيراط - 2016 – سمرة - 2016: يا ريت - 2016 – الندم | - 2017: أوركيديا - 2017: الشوق - 2018: شبابيك - 2018: ثورة الفلاحين - 2019: ما في - 2019: مسافة أمان - 2019: حرملك - 2020: أولاد آدم - 2020: سوق الحرير |

### ألبومات
- 2011: موسيقى مسلسل الغفران التصويرية
- 2012: حكايات من دمشق
- 2015: موسيقى مسلسل العراب التصويرية
- 2016: صمت في سوريا
- 2018: دمشق الآن

## حفلات
أقام إياد الريماوي العديد من الحفلات في سوريا والوطن العربي ومنها:
- حفلة دار الأوبرا بدمشق، دمشق، سوريا - 2015.
- جولة سوريا في دمشق وحلب واللاذقية سوريا - 2017.
- رسائل حب من دمشق. دبي، الإمارات العربية المتحدة - 2018.[26]
- رسائل حب من دمشق، دبي (أوبرا دبي) - فبراير 2021

وقد سبق أن اعتلى الريماوي خشبة المسرح الكبير في الأمم المتحدة أكثرَ من مرّة، كأحد الموسيقيين المؤسسين لفرقة «كلنا سوا» السورية.

## وصلات خارجية
1. إياد الريماوي... عندما تُنادي الموسيقى بالغفران | الباحثون السوريون.
2. من هو إياد الريماوي؟ | الاقتصادي الإمارات.
3. موسيقى السوري إياد ريماوي تنافس موسيقى نينو روتا في العراب | الاقتصادي الإمارات.
4. إياد الريماوي - حفلة دار الأوبرا - دمشق 2015 - موسيقى لعبة الموت.
5. إياد الريماوي.. «قلبي علينا» من دمشق | الإمارات اليوم.
6. إياد الريماوي - حفلة مجمع دمر الثقافي 2017 - قلبي علينا - غناء الجمهور.